# Осада Маргилана
Оса‌да Марги‌лана — эпизод гражданской войны в Кокандском ханстве. Бои велись войсками Алимкула (кыргыз-кыпчаками) с одной стороны и войсками из числа сторонников Худояр-хана. Шестидесятидневная осада города завершилась её захватом.

## Предыстория
В январе 1863 года войска Алимкула захватили Андижан после многомесячной осады. Оппозиция насильно отнимала у населения Андижана и окрестных селений Балыкчи, Кувы, Асака, Шахрихана, Оша, Пайтуга их богатства, обложили повторными налогами. Алимкул повёл войска для осады Маргилана.
В этих районах многие селения были охвачены пожарами, поля вытоптаны, погибло большое число людей.

## Осада
Мирза Ахмад послал отдельные мелкие отряды для вылазок против такого сильного врага как Алимкул. Мирза Ахмад установил даже артиллерию, артиллерия была установлена и у городских ворот Киргил. Войска Алимкула лишили город воды и провианта. Началась дороговизна. Продукты и корм для многочисленных сарбазов и их лошадей приобрелись по весьма дорогой цене.
Худояр-хан снова шлёт свою мать к эмиру Музаффару за помощью. Она валится Музаффару в ноги и тогда только он шлёт войска на помощь. После шестидесятидневной осады, маргиланская знать собралась на совет и решила сдать город Алимкулу. Мирза Ахмад просил подождать ещё три – четыре дня, рассчитывая на помощь Бухарского эмирата, но народ, не исключая и женщин, собрался и начал кричать: «Мы не можем больше терпеть! Бей ханских солдат!».
Мирза Ахмад бежал в Коканд. В Маргилане произошло страшное побоище между народом и ханскими солдатами, после чего сюда совершенно беспрепятственно вошёл Алимкул, захвативший таким образом в свои руки большую часть Ферганской долины.

## Последствия
После взятия Маргилана (весна 1863) многие кокандские военачальники лояльные Худояр-хану были перебиты. Знатные маргиланцы, по совету воинов гарнизона, покидавших город, сдались на милость противнику. Как только Маргилан был взят, войска Алимкула объявились под Кокандом.
Внушительный гарнизон столицы, состоявший из бухарцев и войск Худояр-хана, очевидно не чувствуя уверенности, избегал прямого столкновения и ограничивался редкими вылазками.

### Книги
- Набиев Р.Н. Из истории Кокандского ханства (феодальное хозяйство Худояр-хана). — Ташкент: Изд-во ФАН Узбекской ССР, 1973. — 387 с.
- Наливкин В. Краткая история Кокандского ханства. — Казань, 1886. — 215 с.
- Б.М. Бабаджанов. Кокандское ханство: власть, политика, религия. — Токио, Ташкент, 2010. — 744 с.